# Messerschmitt Me 262
Il Messerschmitt Me 262 era un aereo militare multiruolo a reazione, bimotore turbogetto e monoplano ad ala bassa e a freccia, sviluppato dall'azienda aeronautica tedesca Messerschmitt AG negli anni quaranta. Impiegato dalla Luftwaffe, l'aeronautica militare dell'allora Germania nazista durante le fasi finali della seconda guerra mondiale, detiene il primato di essere stato il primo caccia della storia con motore a turbina ad entrare in servizio operativo e il primo caccia bireattore.
Le versioni principali erano da caccia, soprannominata «Schwalbe» (in tedesco «rondine»),  da bombardamento, soprannominata «Sturmvogel» («uccello delle tempeste») e da addestramento biposto.
È considerato l'aereo più avanzato utilizzato dai tedeschi, precursore anche dei jet da combattimento realizzati nell'Unione Sovietica nell'immediato dopoguerra.. Confrontato con i caccia in dotazione agli alleati in quel periodo, compreso il Gloster Meteor che sarebbe entrato in servizio di lì a poco, il jet tedesco si rivelava più veloce e più potentemente armato. Ma numerosi problemi di messa a punto ne ritardarono l'entrata in servizio e i problemi tecnici di cui soffriva permisero di renderne operativo un numero di esemplari troppo limitato per poter influenzare le sorti della guerra aerea in Europa. Tuttavia, a differenza degli aerei a reazione degli alleati, che furono usati limitatamente in servizio operativo e senza scontrarsi con i velivoli nemici, i Me 262 abbatterono oltre 700 aerei, tra bombardieri e caccia.

## Storia del progetto
Nell'autunno 1938 l'RLM chiese alla Messerschmitt AG e alla Heinkel flugzeugwerke di progettare un caccia a reazione. Il progetto del Me 262 prevedeva l'installazione di nuovi motori a reazione in fase di costruzione sia alla Junkers Flugzeug und Motorenwerke AG sia alla BMW.
Il primo prototipo della Messerschmitt era già pronto nel 1940, ma i motori ebbero un ampio ritardo nella messa a punto, così per i primi voli fu utilizzato un motore a pistoni Junkers Jumo 210 montato sul muso. Nel 1941, finalmente, la BMW consegnò i propulsori e nel 1942 fu effettuato il collaudo, ma la rottura di un compressore costrinse l'aereo a un atterraggio di fortuna. Nel luglio 1943 arrivarono i motori della Junkers, due Jumo 004, e il quinto esemplare di sviluppo fu dotato di un carrello d'atterraggio a triciclo anteriore.
Il collaudo fu un successo totale. Adolf Galland, quando vi intraprese un volo di prova, descrisse l'aereo come «se fosse stato spinto da un angelo».
Dopo il successo dell'He 178, il primo aereo a reazione mai costruito che volò per la prima volta il 27 agosto 1939, la Heinkel flugzeugwerke proseguì i lavori fino al 9 maggio 1941 quando il prototipo del suo caccia bireattore volò per la prima volta alla presenza dell'entusiasta Ernst Udet futuro capo degli approvvigionamenti.
Heinkel, al termine dei lavori, propose il suo velivolo a reazione bimotore He 280, molto sofisticato e dotato di un doppio timone di coda. Messerschmitt propose un aereo molto simile, l'Me 262, costruito con parti modulari (di conseguenza più semplice da costruire o da riparare) e dotato di un solo timone di coda. Le due macchine erano molto simili e dotate entrambe di una forma molto aerodinamica ma, per le promettenti caratteristiche del velivolo di Messerschmitt, fu proprio il 262 a diventare il primo caccia a reazione della storia.
Adolf Hitler, ancora convinto della possibile vittoria della Germania, ordinò che l'Me 262 fosse destinato all'uso di bombardiere d'assalto (blitzbomber) o di bombardiere di appoggio tattico e non di caccia. Di conseguenza i primi esemplari costruiti – prodotti a partire dal maggio 1943 e affidati all'Erprobungskommando 262 (Ekdo 262) – non ebbero grande successo e anzi fecero subire al Gruppo Aereo diverse perdite. Anche quando le turbine Junkers Jumo 004 cominciarono finalmente a uscire dalle catene di montaggio, le consegne furono irregolari, permettendo la consegna di 28 Me 262 nel giugno 1944, 59 in luglio e solo 20 in agosto. Fu solo nel 1944 che gli esperti e i consiglieri tecnici del Fuhrer riuscirono a convincere Hitler a sviluppare le versioni da caccia del 262 la cui produzione iniziò il 4 novembre dello stesso anno.
Alla fine la Luftwaffe ricevette 1433 Me 262, ma di questi solo 300 furono impiegati in azione, gli altri furono persi sulle linee di montaggio o durante i trasferimenti verso le unità cui erano assegnati.
L'entrata in servizio dell'Me 262 ridiede speranza agli esausti piloti tedeschi. Come sottolineò uno degli «assi» della Luftwaffe sopravvissuti, il Me 262 era come una «assicurazione sulla vita», in quanto dava loro speranza di sopravvivere nei cieli ormai dominati dagli aerei degli Alleati. La designazione Me 609 (citata erroneamente in alcune fonti per Me 309 Zw) era una designazione di copertina per Me 262 di fine guerra, pronti per la produzione.
Non si trattava di un aereo perfetto: oltre all'inaffidabilità del propulsore e alla fragilità del carrello di atterraggio, i cannoni MK 108 si inceppavano spesso. In compenso il jet era facile da pilotare.

### Me 262 costruiti in Italia
Dalla ricerca dell'Ing. Giorgio Danilo Cocconcelli pubblicata col titolo di «Tunnel Factories» (2001) e dal successivo omonimo documentario del regista veronese Mauro Vittorio Quattrina (2010) si apprende che presso la galleria Caproni di Torbole (Trento), sotto la direzione dell'Ingegner De Pizzini, venivano costruiti particolari e lamierati dei Me 262. Testimonianze, ma ancora di più i piani originali del Me 262 ritrovati durante le riprese del documentario in una cartella di proprietà dell'ingegnere stesso, confermano questi fatti. Altri progetti originali sono custoditi nell’archivio dell’hotel Benaco di Torbole, all’epoca sede comando militare tedesco.

## Tecnica

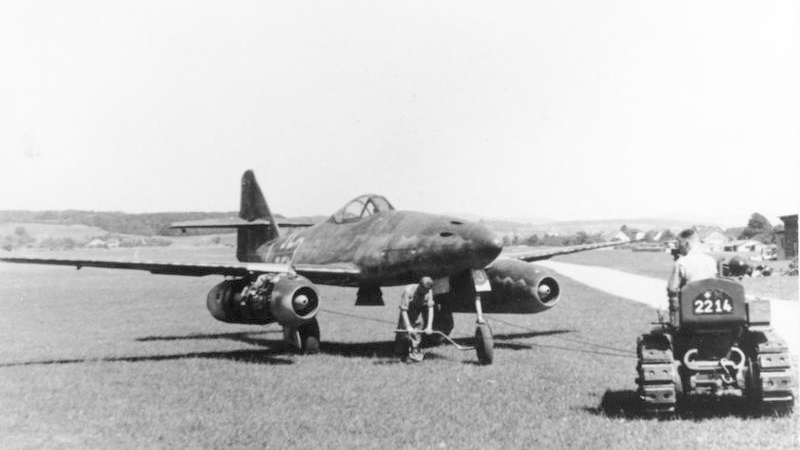
Messerschmitt Me-262 A1 con W.Nr.500071 "Weiss 3" pilotato da Hans Guido Mutke,fotografato sull'aeroporto di Dübendorf,Svizzera nell'estate 1945 (fonte: Creek & Smith;Willy Radiger;Archivio Federale Svizzero)

Il Me 262 sviluppava una spinta totale di 1 800 kg grazie a due jet Junkers Jumo 004B, configurazione interna del compressore di tipo assiale (che dava una struttura snella e aerodinamica). La velocità era di 870 km/h a 6000 m e la tangenza nominale di 11 500 m. L'alta velocità era raggiunta grazie ai motori Jumo a costo di un consumo enorme di carburante. L'autonomia variava dai 480 ai 1050 km a seconda della quota, nonostante il carico di 2470 litri di carburante, sei volte quello di un Bf 109. Era possibile però usare carburanti meno costosi, come il kerosene o il gasolio: non c'era nessuna esigenza di benzine ad alto numero di ottani. Esistevano due serbatoi da 900 litri davanti e dietro l'abitacolo del pilota, mentre uno ausiliario da 570 litri non sempre era presente o pieno.
I motori avevano una vita utile di appena 10-25 ore e dovevano essere trattati con molta cautela. I piloti rimasero inorriditi dalla tendenza agli incendi, dovuta alla indisponibilità di acciai speciali per le componenti critiche del motore, dall'impossibilità di riaccendere un motore se si fosse spento, dalla accelerazione troppo bassa per togliersi dai guai in caso di difficoltà alle velocità più basse. Test dimostrarono che il Me 262 sarebbe sfuggito al controllo del pilota ad una velocità superiore a Mach 0,86 e che la sua struttura rischiava delle rotture a velocità appena maggiori di quella.
Particolarmente rilevanti le soluzioni utilizzate nella cellula, sia dal punto di vista strutturale che aerodinamico. La sezione era triangolare con un ventre molto piatto che migliorava la capacità di sostentamento senza accrescere troppo la superficie alare e la configurazione era detta "a forma di squalo". L'intero aereo era costruito secondo una struttura modulare, in modo che i singoli moduli potessero essere costruiti separatamente e quindi assemblati. Questo veniva incontro alle esigenze di decentramento dell'industria tedesca, che per far fronte ai devastanti attacchi aerei aveva spostato la produzione dalle grandi fabbriche a impianti più piccoli, nascosti all'aviazione alleata.
La leggera freccia nella forma delle ali, che in seguito avrebbe fatto scuola nell'ambito degli aerei transonici, era dovuta originariamente alla necessità di rielaborare l'ala per riequilibrare i pesi, dopo aver cambiato il modello di motore previsto in origine. Le armature di protezione erano efficaci, la visuale ottima e la maneggevolezza ad alta velocità eccellente, rispetto a quanto precedentemente disponibile.

### Sistemi d'arma
Il velivolo disponeva di una batteria di 4 cannoni MK 108 da 30 mm montati nella fusoliera. Queste armi a media velocità avevano la capacità di rilasciare oltre 50 kg di granate in 5 secondi. Erano presenti 80 o 100 colpi per arma, con una cadenza di fuoco di 650-660 colpi al minuto, ma data la loro pesantezza non era possibile avere anche una balistica ottimale: i risultati nei combattimenti con i caccia e negli attacchi al suolo erano assai inferiori in precisione rispetto, ad esempio, ai cannoni da 20 mm. Avendo tuttavia una granata da 310 grammi invece che da 130 e un carico d'esplosivo di 70 grammi circa invece che 10-20, la loro efficacia distruttiva era incomparabilmente superiore, tanto che persino un colpo solo poteva spesso distruggere un caccia avversario.
In seguito vennero montati anche 24 razzi R4M da 55 mm, che sarebbero stati straordinariamente efficaci ma non poterono essere consegnati in quantità prima della fine della guerra. Avevano velocità supersonica e un peso di 3,5 kg (450 g la carica esplosiva) e la capacità di colpire in maniera precisa e letale nonostante il peso limitato. A differenza dei cannoni Mk 108, ebbero un impiego postbellico in quanto utilizzati come base per tutti i razzi leggeri sviluppati nel dopoguerra.

### Sviluppi sperimentali
I caccia Me 262 vennero usati anche per sperimentare armi come il cannone da 50 mm e il missile Ruhrstahl X-4, ma senza molto seguito. A differenza di tutti gli altri aerei tedeschi, non si conoscono versioni migliorate pensate per questo modello, ma nel dopoguerra molti Me 262 vennero testati dalle nazioni vincitrici.
La Cecoslovacchia costruì, nel dopoguerra, versioni monoposto (Avia S.92) e biposto (Avia CS-92) del 262 per un totale di 17 esemplari che volarono fino al 1957. Il progetto venne poi abbandonato perché i nuovi caccia sovietici da produrre anche su licenza erano macchine certamente preferite nella politica di standardizzazione, oltre che per le pressioni da parte sovietica. Inoltre i MiG degli anni cinquanta erano superiori al Me 262 sia in maneggevolezza, sia nell'armamento, sia perché molto più affidabili a bassa quota e bassa velocità.
La maneggevolezza era semplice da superare dato che l'Me 262 era pur sempre un bimotore pesante con motori alari, mentre l'armamento era migliorabile in quanto troppo specializzato nella caccia ai bombardieri. Ad ogni modo, il difetto principale del Me 262, non condiviso dai caccia sovietici di nuova generazione, era la vulnerabilità dei motori, che si usuravano molto rapidamente e tendevano a guastarsi frequentemente.
È stata avanzata l'ipotesi che, tra il 1949 e il 1950, la Heyl Ha'Avir, la neonata aviazione di Israele, abbia ricevuto un numero variabile fra 3 e 8 di questi aeroplani, con l'intenzione di opporli ai britannici Gloster Meteor e de Havilland Vampire in dotazione alla Royal Egyptian Air Force che all'epoca erano gli unici aerei a reazione della regione. Queste affermazioni sono comunque sempre state smentite dall'aviazione israeliana.
Il Me 262 influenzò i progetti degli aerei postbellici North American F-86, Boeing B-47 Stratojet e, almeno agli inizi, del trasporto civile Boeing 737.

### Sviluppi autonomi
Dopo aver ricevuto informazioni approssimative sul Me 262, la Marina giapponese richiese alla propria industria di realizzare un caccia d'attacco di questo tipo. Il progetto del Nakajima Kikka iniziò nel settembre del 1944 e il primo prototipo aveva già volato al momento della resa del Giappone nell'agosto del 1945.

## Impiego operativo

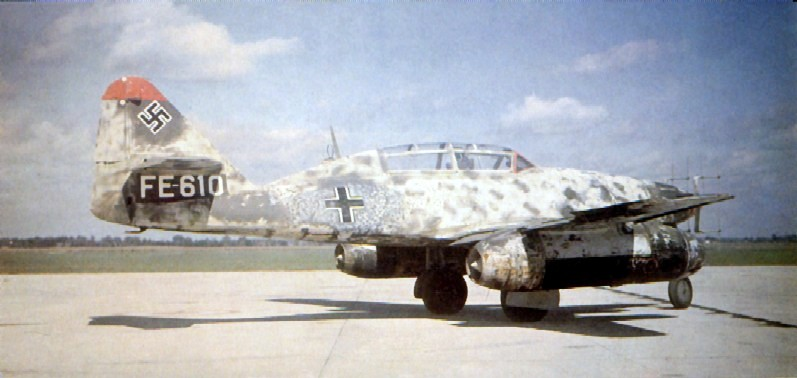
Il caccia notturno Me 262B-1a/U1.

Mostrato nel 1943 a Hermann Göring, nel novembre dello stesso anno fu presentato al Führer. Impressionato, Hitler diede uno dei suoi ordini più controversi, disponendo che l'aereo fosse impiegato per missioni di bombardamento, specie in operazioni antisbarco. Chiedendo a Willy Messerschmitt se l'aereo avesse la possibilità di portare bombe ed avendo ricevuto una risposta affermativa, sembra abbia esclamato: "Ecco il bombardiere veloce di cui avevo bisogno!".
Questo ordine comportò molti problemi ai reparti tedeschi, dal momento che il bireattore in pratica era incapace di assolvere il ruolo di bombardiere in quanto non aveva visibilità verso il basso e, non avendo aerofreni, accelerava troppo rapidamente in picchiate sostenute. L'unica soluzione fu trovata nel volo in picchiata leggera a media quota, ma questa modalità di attacco lo esponeva ad un eventuale attacco dei caccia alleati che si fossero trovati a quota sufficiente per poter acquisire velocità sufficiente a raggiungerlo. La versione da bombardamento poteva trasportare 500 kg di bombe, due SC 250 da 250 kg oppure una SC 500 da 500. Spesso venivano montati solo 2 cannoni, per un totale di 250 kg in meno. I Messerschmitt 262 adibiti al bombardamento vennero affidati all'Eprobungskommando 262 o Ekdo 262 (Distaccamento Sperimentale Operativo); un commando appositamente creato per gli sturmvogel. Poiché non erano ancora disponibili piloti esperti del 262 vennero inviati a Lechfield (un campo di volo in Baviera sede dell'Ekdo 262) degli ex piloti di Messerschmitt bf 110 e di Messerschmitt 210 che, essendo entrambi bimotori, potevano rendere la conversione degli aviatori meno drastica. In realtà l'Me 262 era una macchina estremamente differente dai velivoli citati sopra e di conseguenza (anche a causa della iniziale presenza di soli due aerei a Leichfield) i piloti ebbero molta difficoltà a familiarizzare con i nuovi caccia a reazione. Infatti, prima di decollare, bisognava prestare molta cura nell'accensione dei motori. Racconta così l'amico del famoso pilota Walter Nowotny, Quax Schnorrer:
"I motori venivano messi in moto usando uno starter Riedel, le turbine andavano in moto a 1800 rpm e a quel punto si immetteva carburante C3 per accendere lo Jumo. La leva della manetta veniva avanzata molto lentamente fino a raggiungere 3000 rpm a quel punto potevi passare al J2. Ancora con cautela fino a 6000 rpm e poi a 8000 rpm si poteva spingere un po' di più.[...] Appena si arrivava a 8400 rpm si liberavano i freni e via."
Complessivamente l'Ekdo 262 ottenne 12 vittorie.
Quando finalmente venne accordata l'autorizzazione all'uso come caccia, l'aereo aveva ancora molti problemi da risolvere, sia come tattica che come tecnica. La mancanza di piloti addestrati, infatti, era un grave problema.
Quando possibile vennero impiegati i piloti dei bombardieri perché l'aereo aveva la necessità di una costante e precisa regolazione, tutt'altro che istintiva nella condotta in volo. Non bisognava mai tentare manovre acrobatiche o esagerare con la manetta.

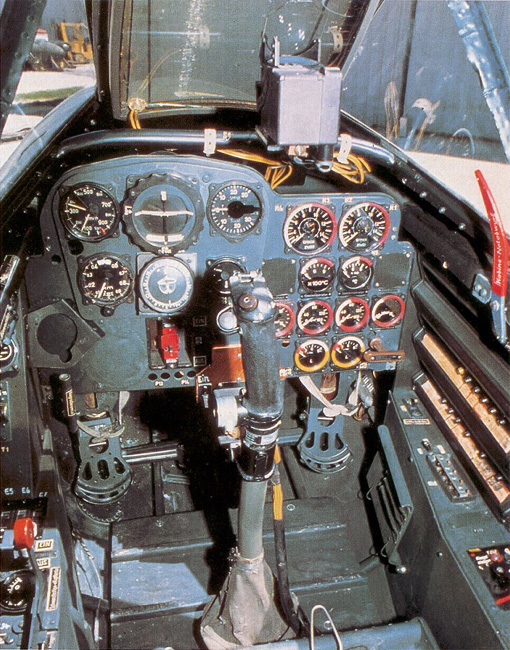
La cabina di pilotaggio del Me 262

Il pilota di Me 262 doveva prediligere il volo orizzontale piuttosto che quello in picchiata per il suo disimpegno, altrimenti rischiava di essere seguito e talvolta raggiunto dai veloci apparecchi angloamericani di produzione contemporanea.
Il primo vero reparto formato esclusivamente da Me 262 (nelle loro versioni da caccia) fu lo Jagdgeschwader 7 (settimo stormo da caccia) con sede a Leichfield. Questo squadrone, del quale fecero parte assi come Adolf Galland, Walter Nowotny, Rudolf Sinner e Erich Rudorffer, fu quello di maggiore successo per i piloti di 262 che ottennero esattamente 500 vittorie in questo dipartimento. Le eccellenti prestazioni del 262 permettevano degli attacchi fulminei contro gli aerei nemici i quali, anche se fossero sopravvissuti all'attacco, non sarebbero stati in grado di raggiungere l'Me 262 che li aveva appena ingaggiati. I maggiori avversari dei 262 furono i P-51 americani che puntavano molto sulla loro estrema manovrabilità per ottenere virate più strette e quindi ingaggiare gli Schwalbe da dietro. Spesso però, anche se questa manovra riusciva con successo, lo sforzo risultava vano come racconta l'asso tedesco Heinz Bar:
"L'aviogetto era davvero troppo per i caccia monomotore avversari. D'altra parte, noi potevamo accettare o rifiutare lo scontro. La scelta era solo nostra. La superiorità di prestazioni e di potenza di fuoco che il Messerschmitt 262 ci offriva era decisiva".
Gli americani calcolarono che occorrevano dieci P-51 Mustang per neutralizzare un singolo Me 262, ma, contro un attacco multiplo di jet, la difesa era semplicemente impossibile. I piloti alleati ottenevano i risultati migliori pattugliando continuamente gli aeroporti tedeschi, per cercare di sorprendere i Me 262 in atterraggio o ancor meglio in decollo. I tedeschi cercarono di opporsi destinando reparti di Focke-Wulf Fw 190 e anche Focke-Wulf Ta 152 alla difesa a bassa quota dei jet in atterraggio, ma questo non evitò perdite, come quella dell'asso Walter Nowotny.
L'unico pilota alleato ad aver distrutto più di un Me 262 fu Drew B. Urban. Anche il famoso asso Chuck Yeager ne abbatté uno. Entrambi volavano con i P-51. Un abbattimento di un Me 262 fu rivendicato dall'asso sovietico Ivan Nikitovič Kožedub su Lavochkin La-7.

### Tattiche anti-bombardieri
Il Me 262 era così veloce che dovettero essere pensate nuove tattiche per attaccare i bombardieri americani. Negli attacchi frontali, la velocità di avvicinamento di circa 830 km/h era così elevata da non poter usare i cannoni da 30 mm a tiro corto in modo efficace. Così fu escogitato un attacco da poppa e da quota superiore. I 262 si avvicinavano da dietro, volando circa 1800 metri più in alto. A una distanza di circa 4800 metri iniziavano una picchiata che li portava attraverso lo schermo dei caccia di scorta con un ridotto rischio di essere intercettati. Quando si trovavano a circa 1600 metri di distanza e 450 metri più in basso, iniziavano una ripida cabrata per smaltire l'eccesso di velocità. Quando poi finalmente tornavano in volo livellato, si trovavano a più o meno 900 metri a poppa, avvicinandosi ai bombardieri a una velocità di circa 160 km/h superiore alla loro, ben piazzati per attaccare. I bombardieri più abbattuti dai 262 furono i B17-g "fortezza volante" americani.

### L'ultimo periodo

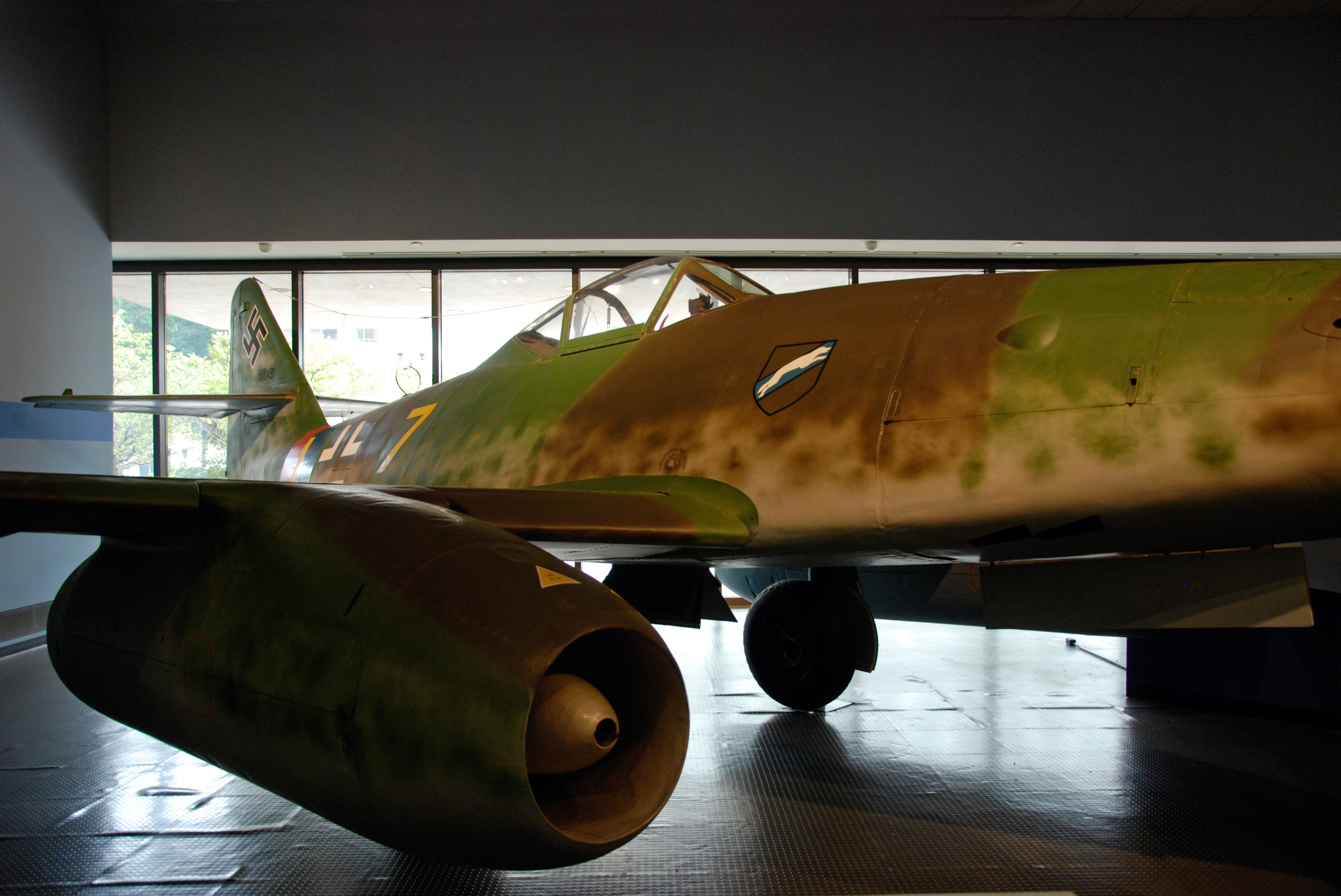
Messerschmitt Me 262 esposto nel National Air and Space Museum di Washington DC

L'aereo fu usato in tutte le sue versioni per gli scontri feroci degli ultimi mesi di guerra, talvolta scortò i bombardieri a reazione in attacchi al suolo. Il modello da caccia notturna, equipaggiato con radar come il "Neptun" e il "Berlin", era un biposto (pilota più operatore radar) che giunse in linea in pochi esemplari negli ultimi mesi del conflitto, distruggendo rapidamente un buon numero di bombardieri alleati.
In una sola azione, 55 velivoli vennero inviati in azione durante un massiccio attacco al suolo, subendo solo 3 perdite ad opera dei caccia alleati. La velocità con le bombe diminuiva a circa 755 km/h. In un'altra giornata, ben 27 Me 262 finirono distrutti in aria e a terra durante un tentativo di arrestare l'ennesima ondata di bombardieri americani. Secondo quanto riportato nel libro "Il primo e l'ultimo" dell'asso Adolf Galland queste perdite furono da imputare alla poca abitudine degli aviatori di ingaggiare i bombardieri alla velocità massima dell'aereo, veramente inusuale per i tempi. I B-17 viaggiavano ad una velocità di crociera di 290 km/h circa: quando i piloti del Me 262 rallentavano per inquadrare meglio i bombardieri nel mirino, agevolavano il compito sia dei mitraglieri di bordo sia dei piloti dei caccia di scorta che, grazie a serbatoi supplementari, avevano raggiunto un'autonomia tale da poter coprire i bombardieri sino agli obiettivi.
Tra gli aerei alleati accreditati dell'abbattimento di Me 262 vi furono anche gli Spitfire, nonostante non potessero competere con il jet in velocità massima e ascensionale. Nella sera del 14 febbraio 1945, il Flight Lieutenant F.A.O. Gaze del RAF 610 Squadron, in pattuglia su Nimega, nei Paesi Bassi, a bordo di un Mk XIV, dopo aver fallito l'intercettazione di un jet bimotore da ricognizione Arado Ar 234 sorprese tre Me 262 a quota inferiore.
Afferma Gaze: "Non potevo vedere bene perché volavamo contro sole, ma sparai da una distanza di 350 iarde colpendo il motore di destra. Il 262 tirò su il muso lentamente e virò a dritta, mentre gli altri due sparivano tra le nuvole. Feci fuoco ancora colpendo di nuovo il motore e la fusoliera. Si rovesciò, infilandosi tra le nuvole. Lo seguii e uscito dalle nubi vidi un aereo esplodere a terra un miglio davanti a me. Rivendicai questo Me 262 come distrutto e il mio gregario confermò l'abbattimento."
Il 13 marzo, sempre su Spitfire XIV, il Flying Officer Howard C. Nicholson del RCAF 402 Squadron su München-Gladbach rivendicò l'abbattimento di un altro Me 262.
Lo Jagdverband 44 (JV44), reparto dell'asso Adolf Galland, continuò a combattere in azioni disperate, disponendo dei migliori assi della caccia tedesca rimasti, i quali tuttavia non erano ancora allenati né troppo contenti delle caratteristiche della macchina. Operarono fra terribili rischi e usando le autostrade come piste, finché non furono superati dall'avanzata via terra delle truppe alleate.
Negli ultimi giorni di guerra, decine di Me 262 furono impiegati in missioni di attacco al suolo, nel disperato tentativo di salvare dall'annientamento le ultime truppe tedesche che ancora contrastavano l'Armata Rossa. Il 27 aprile, tra Spremberg e Berlino, la 9.Armee, con elementi della 12.Armee e della 4.Panzerarmee, cercavano di circondare il 1° Fronte Ucraino. Per sostenere questo contrattacco, il 24 aprile, lo JG 7 spedì 31 Me 262 in missione di mitragliamento nell’area tra Cottbus e Bautzen. I piloti della Luftwaffe rivendicarono la distruzione di sei camion e l’abbattimento di sette aerei sovietici, ma tre jet tedeschi non rientrarono. La sera del 27 aprile, 36 Me 262 dello JG 7, del III.KG(J)6 e del KJ(J)54, furono inviati contro forze sovietiche che stavano attaccando truppe della Wehrmacht nelle foreste a nord est di Baruth. I piloti dei jet distrussero 65 mezzi pesanti sovietici e poi intercettarono degli Ilyushin Il-2 Šturmovik a caccia di carri armati tedeschi. I piloti dei Messerschmitt rivendicarono sei aerei d’attacco russi ma tre Me 262 non rientrarono. Durante susseguenti operazioni tra il 28 aprile e il 1º maggio, caccia e contraerea sovietici abbatterono almeno altri 10 Me 262 dello JG 7. Ma nonostante le perdite, la mancanza di carburante e il predominio sovietico dei cieli, lo JG 7 riuscì a restare operativo fino alla fine del conflitto. E l'8 maggio, ultimo giorno di guerra in Europa, alle 16 circa, l'Oblt. Fritz Stehle della 2./JG 7, pilotando un Me 262, attaccò nei cieli degli Erzgebirge una formazione di caccia sovietici. Il pilota del jet rivendicò uno Yakovlev Yak-9, ma l'aereo abbattuto era probabilmente un P-39 Airacobra con insegne dell'Armata Rossa. I registri sovietici, infatti, rivelano che due P-39 vennero persi, quel giorno, in quella area. Uno dei due cadde probabilmente sotto i colpi di Stehle, che ottenne, così, l'ultima vittoria aerea della Luftwaffe della seconda guerra mondiale in Europa.
La mancanza di carburante e di ricambi aveva impedito al caccia tedesco di operare al meglio di sé. Il totale delle perdite era stato di 100 aeroplani contro circa 450 vittorie reclamate (dati non confermati). I pochi esemplari completati riportarono pertanto buoni successi. Il Messerschmitt Me 262 apparve in un momento critico per l'industria aeronautica tedesca, ormai logorata dai continui bombardamenti. Alla fine della guerra, non oltre 500 aerei erano stati consegnati ai reparti: gli altri erano accantonati in scali ferroviari e fabbriche per l'impossibilità di mantenerli in servizio. 
Alcuni esemplari furono portati in servizio dalla Cecoslovacchia, ed usati fino al 1951 come Avia S-92.
È anche ipotizzato l'uso di alcuni S-92 da parte di Israele, anche se non se ne ha mai avuta alcuna conferma ufficiale.

## Utilizzatori
Germania
- Luftwaffe
- Cecoslovacchia (dopoguerra, nove S-92 e tre CS-92)
- Israele (dopoguerra, un numero ipotizzato tra i due e gli otto S-92, vedi nota)

## Esemplari attualmente esistenti

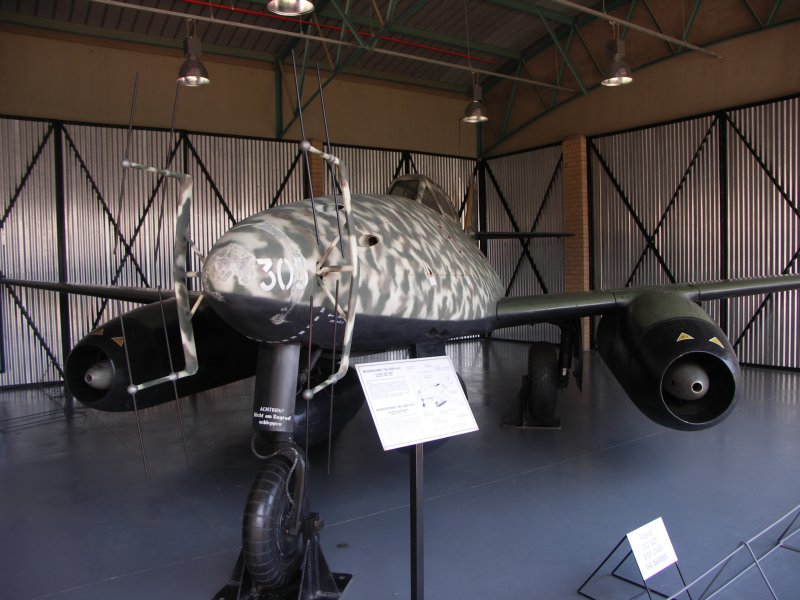
Me 262B-1a/U1 (rosso 8)

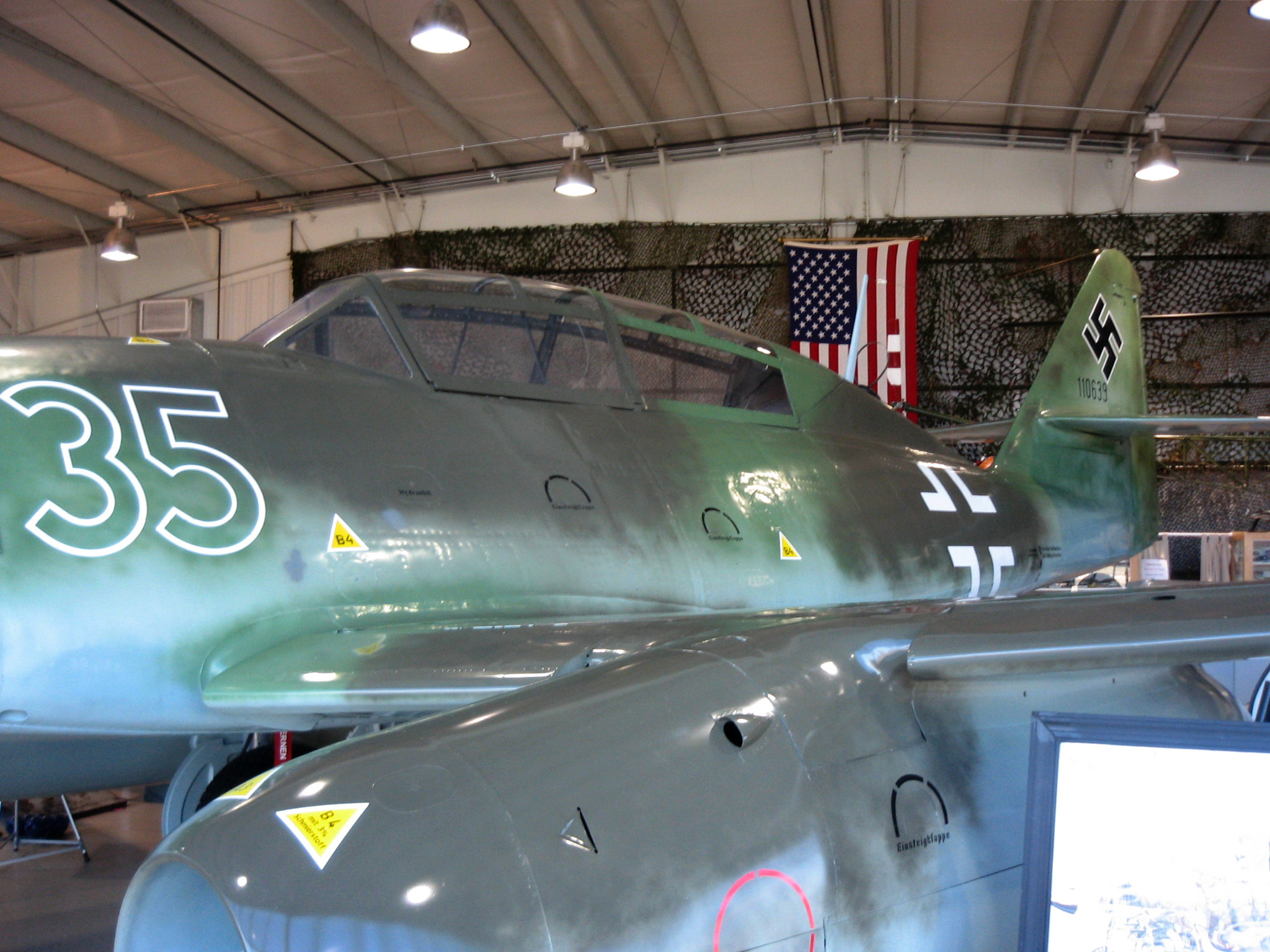
Me 262 B-1a (bianco 35)

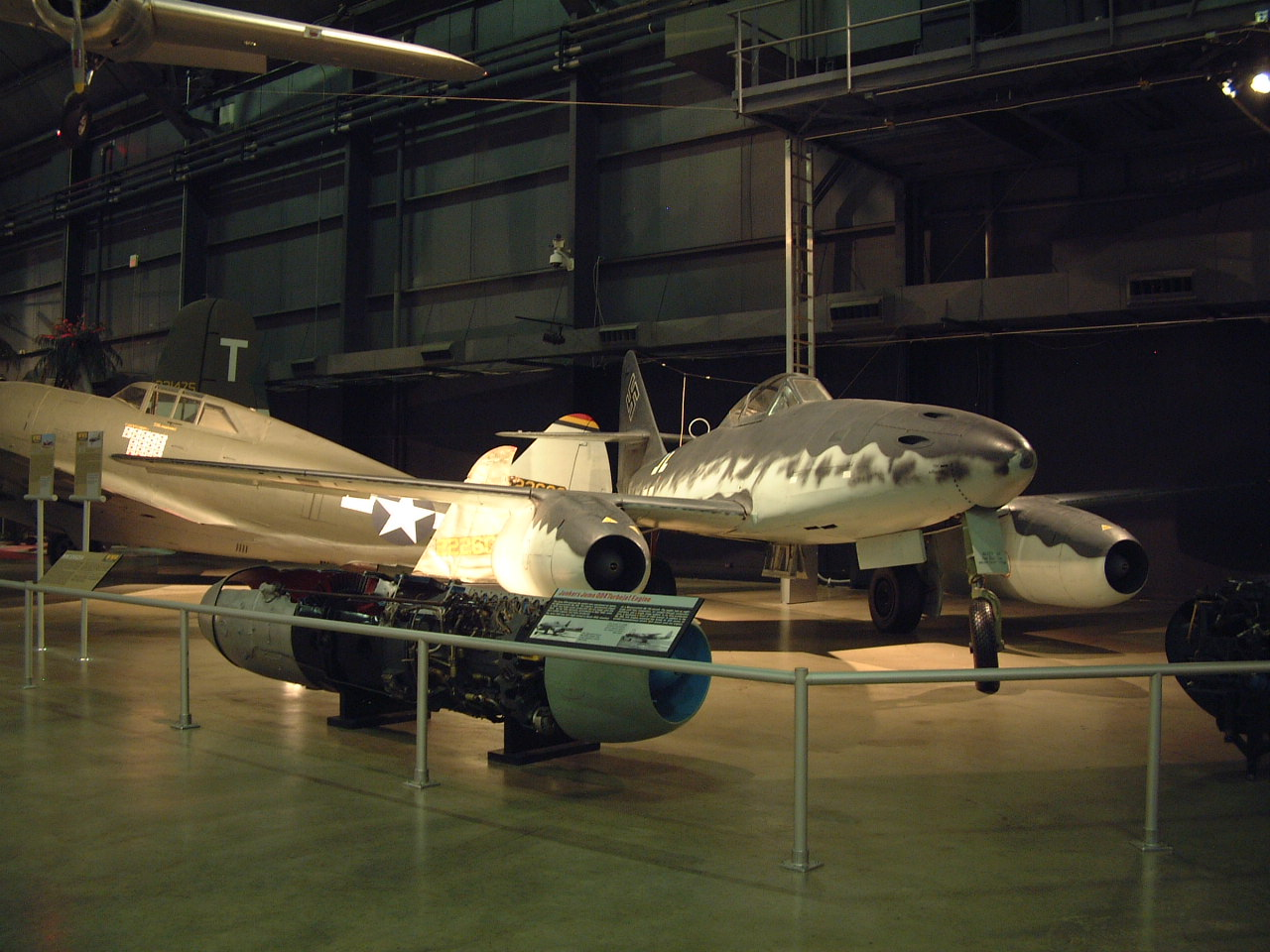
Il Me 262A "giallo 5" ed il suo turbogetto Junkers Jumo 004.

Me 262A, W.Nr.500071 "bianco 3", III./JG 7
Deutsches Museum, Monaco di Baviera, Germania. Questo esemplare volò con Hans Guido Mutke, al momento pilota del 9ª Staffel/JG 7, e venne requisito dalle autorità svizzere il 25 aprile 1945 dopo che Mutke fu costretto ad un atterraggio di emergenza in Svizzera a causa della mancanza di carburante; nei serbatoi gli rimanevano solamente 80 litri quando in situazioni di volo normale il consumo era di 35 litri/minuto. Dal dicembre 2015 il "Weiss 3" viene smontato e trasferito al Flugwerft Schleissheim, un ramo espositivo del Deutsches Museum, i lavori di smontaggio e restauro vengono eseguiti sotto la guida del responsabile del reparto restauro del Deutsches Museum il Sig. Hans Mücke.
Me 262 A-1a
Ricostruito partendo da un esemplare danneggiato ed altre parti di Me 262. Luftwaffe Museum, Germania.
Me 262 A-1a W.Nr.501232 "giallo 5", 3./KG(J) 6
National Museum of the United States Air Force, Wright-Patterson Air Force Base, Dayton (Ohio), USA.
Me 262 A-1a/U3 W.Nr.500453
Flying Heritage Collection, Arlington (Washington), USA, riapertura prevista ad Everett (Washington) nell'estate 2008, attualmente in fase di restauro in Inghilterra.
Me 262 A-1a W.Nr.500491 "giallo 7", II./JG 7
Smithsonian Institution, Washington, USA.
Me 262 A-2a W.Nr.112372
Royal Air Force Museum Hendon, Regno Unito.
Me 262 A-2a W.Nr.500200 "nero X 9K+XK", II./KG 51
Australian War Memorial, Canberra, Australia.
Me 262 B-1a/U1, W.Nr.110305 "rosso 8"
South African National Museum of Military History, Johannesburg, Sudafrica.
Me 262 B-1a, W.Nr.110639 "bianco 35"
NAS Willow Grove, Pennsylvania, USA.
Avia S-92
Aviation Museum Kbely, Praga, Repubblica Ceca.
Avia CS-92
Aviation Museum Kbely, Praga, Repubblica Ceca.

### Repliche
Cinque repliche di Me 262 sono state costruite negli Stati Uniti, la prima delle quali ha volato, con successo, nel gennaio 2003.

### Annotazioni
1. ↑  Il sistema di designazione Reichsluftfahrtministerium (RLM) non prevedeva l'assegnazione di "nomi propri" ai velivoli (ed aerodine in genere), denominati in base alla sequenza casa costruttrice-suffisso assegnato-blocco di numeri assegnato, i quali venivano ridenominati non ufficialmente dalle aziende o dai piloti stessi.

### Fonti
1. 1 2 3 4  Boyne 1997, p. 312.
2. 1 2 3 4 5  Gunston 1984, p. 163.
3. 1 2 3   Da Rudorffer a Schall e Rademacher, gli Experten del JG 7.
4. ↑  Dan Sharp, 2018. "Schnellstbomber: Me 109 Zw, Me 309 Zw, and Me 609", Luftwaffe: Secret Designs of the Third Reich. Mortons, pp. 108-115.
5. 1 2 3 4  Glancey 2006, p. 160.
6. ↑  Bill Norton, Air War on the Edge, pag. 150.
7. ↑   John Batchelor, Chris Chant, L'era del jet (cap.6), in Storia Illustrata dell'Aviazione (The History of Aviation), Dragon's World Ltd (ed. italiana De Agostini, Novara), 1990,  p. 109 e p. 194, ISBN 88-402-9587-9.
8. ↑  Spick 1997, p. 165.
9. ↑  Spick 1983, p. 112.
10. ↑  Glancey 2006, pp. 159-160.
11. ↑  Bergstrom 2008, p. 123.
12. ↑  Bergstrom 2008, pp. 123-124.
13. ↑  "According to Egyptian and British intelligence, a jet fighter of unknown type exploded in flight inside Israeli airspace during April 1950. The British thought that it might be a de Havilland Vampire of unknown origin, while the Egyptians stated that they had information revealing that the IAF had secretly taken delivery of eight crated Avia S.92 jets. The S.92 was the Messerschmitt Me 262A-1A built in Czechoslovakia following the World War. The Czechs' Russian masters might have approved such a sale in the first half of 1950, and Israel may have felt an urgent need to answer the threat posed by the new Egyptian Meteors, which arrived in October 1949, to buy this, the only jet available to them. However, the Me 262 was hopelessly antiquated in 1950 and the late Second World War technology was of very limited service life. If the story is true, it is odd that the Israelis would not have admitted to operating the Me 262, no matter how briefly and unsuccessfully, in the time since 1950."(Bill Norton, 
"Air War on the Edge: A History of the Israel Air Force and Its Aircraft Since 1947", 9781857800883)
14. ↑  Deutsches Museum about Inv.-No.: 73736 Archiviato il 23 settembre 2015 in Internet Archive..

### Riviste
- Alfred Price, Sleek and Deadly: The Messerschmitt Me 262, in Flight Journal, febbraio 2007.